# 納爾森 (亞利桑那州亞瓦派縣)
納爾森（英語：Nelson）是位於美國亞利桑那州亞瓦派縣的一個非建制地區。該地的面積和人口皆未知。

## 地理
納爾森的座標為35°30′51″N 113°19′13″W / 35.51417°N 113.32028°W，而該地的平均海拔高度為1560米（即5128英尺）。